# Osmund Bopearachchi

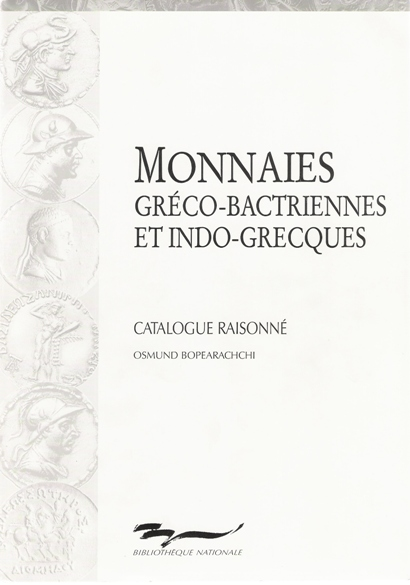
Monnaies Gréco-Bactriennes et Indo-Grecques, door Osmund Bopearachchi, 1991.

Osmund Bopearachchi is een historicus en numismaat die zich gespecialiseerd heeft in de munten van de Indo-Griekse en Greco-Baktrische koninkrijken.
Afkomstig uit Sri Lanka voltooide hij zijn studie in Frankrijk. In 1983 werd hij lid van een team van de  CNRS aan de École Normale Supérieure om zijn onderzoek voort te zetten. In 1989 werd hij Chargé de Recherche bij CNRS.
In 1991 gaf Osmund Bopearachchi een uitvoerige publicatie uit over Indo-Griekse en Greco-Baktrische munten, Monnaies gréco-bactriennes et indo-grecques. Catalogue raisonné (400 blz.). Het werd het standaardwerk in dit vakgebied. Zijn conclusies zijn gebaseerd op uitvoerige numismatische analyse naar vindplaats, overslagen, monogrammen, metallurgie en stijl, gecombineerd met zowel Klassieke geschriften als geschriften en epigrafisch materiaal uit India.

Het boek werd bekroond met de Prix Mendel voor geschiedkundig onderzoek in 1992. Later breidde hij zijn werk ook uit naar de latere Indo-Parthische koningen